# Orthonops overtus
Orthonops overtus är en spindelart som beskrevs av Chamberlin 1924. Orthonops overtus ingår i släktet Orthonops och familjen Caponiidae. Inga underarter finns listade i Catalogue of Life.